# Mr. Bungle
Mr. Bungle là một ban nhạc người Mỹ thành lập tại Eureka, California năm 1985. Tên nhóm được đặt theo tên một bộ phim giáo dục thiếu nhi từ những năm 1950. Thời gian nửa sau thập niên 1980, Mr. Bungle phát hành bốn băng demo trước khi ký hợp đồng với Warner Bros. Records và phát hành ba album phòng thu. Ban nhạc lưu diễn năm 2000 để quảng bá album cuối cùng, rồi tan ra năm 2004. Dù Mr. Bungle có nhiều thay đổi nhân sự, các thành viên có mặt lâu nhất trong nhóm là Mike Patton (hát chính), Trey Spruance (guitar), Trevor Dunn (bass), Clinton "Bär" McKinnon (saxophone) và Danny Heifetz (trống).

## Đĩa nhạc

### Album demo
- The Raging Wrath of the Easter Bunny  (1986), Ladd-Frith Productions
- Bowel of Chiley  (1987), Playhouse Productions (1991), Rastacore Records (1997)
- Goddammit I Love America!  (1988), The Works
- OU818  (1989), "B" Productions (reference to OU812 by Van Halen)

### Album phòng thu
| Năm  | Chi tiết                                                                                             | Vị trí cao nhất | Vị trí cao nhất | Vị trí cao nhất |
| Năm  | Chi tiết                                                                                             | Mỹ              | Mỹ Heat.        | Úc              |
| ---- | --- | --------------- | --------------- | --------------- |
| 1991 | Mr. Bungle - Phát hành: 13 tháng 8 năm 1991 - Hãng đĩa: Warner Bros. - Định dạng: CD, CS, LP         | -               | -               | -               |
| 1995 | Disco Volante - Phát hành: 10 tháng 10 năm 1995 - Hãng đĩa: Warner Bros. - Định dạng: CD, CS, LP, DI | 113             | 4               | 40              |
| 1999 | California - Phát hành: 13 tháng 7 năm 1999 - Hãng đĩa: Warner Bros. - Định dạng: CD                 | 144             | 7               | -               |

### Đĩa đơn
| Năm  | Đĩa đơn                 | Album         |
| ---- | ----------------------- | ------------- |
| 1991 | "Quote Unquote"         | Mr. Bungle    |
| 1992 | "Mi Stoke Il Cigaretto" | Live          |
| 1995 | "Platypus"              | Disco Volante |

### Video âm nhạc
| Năm  | Video           | Đạo diễn       |
| ---- | --------------- | -------------- |
| 1991 | "Quote Unquote" | Kevin Kerslake |

## Thành viên

### Đội hình cuối cùng
- Mike Patton – hát chính, keyboard, sample, guitar (1985-2000)
- Trey Spruance – guitar, keyboard, piano, hát nền (1985-2000)
- Trevor Dunn – bass, hát nền (1985-2000)
- Danny Heifetz – trống, tambourine (1989-2000)
- Clinton "Bär" McKinnon – tenor sax, clarinet, keyboard, piano, hát nền (1989-2000)

### Thành viên khác
- Theo Lengyel – saxophone, keyboard (1985-1996)
- Jed Watts – trống (1985-1987)
- Luke Miller – tenor sax, trumpet (1987-1989)
- Scott Fritz - tenor sax, trumpet (1987)
- Hans Wagner – trống (1987-1989)